# HD 176896
HD 176896，又名BD+33 3287，SAO 67699、HR 7204，是一颗恒星，视星等为6.01，位于銀經64.53，銀緯12.89，其B1900.0坐标为赤經18h 57m 14s，赤緯+33° 12.89′ 36″。